# Lari georgiano
Il lari (in georgiano: ლარი; ISO 4217: GEL) è la valuta della Georgia. È diviso in 100 tetri. Il nome lari è una parola in antico georgiano che denota la proprietà, mentre tetri è un antico termine monetario georgiano utilizzato dal XIII secolo.

## Kupon lari
La Georgia ha sostituito il rublo russo il 5 aprile 1993 con il kupon lari alla pari. Questa valuta consisteva solo di banconote, non aveva suddivisioni e soffriva di iperinflazione. Le banconote erano emesse nei tagli da 1 a un milione di lari, inclusi i tagli da 3, 3.000, 30.000 e 150.000 lari.

## Lari
Il 2 ottobre 1995 il governo di Eduard Shevardnadze sostituì la valuta provvisoria con il lari, al cambio di 1 milione di kupon lari per un lari. Da allora la valuta è rimasta abbastanza stabile.

### Monete
Sono emesse monete nei tagli da 1, 2, 5, 10, 20 e 50 tetri, 1 e 2 lari.

### Banconote
1 lari - l'artista georgiano Niko Pirosmani

2 lari - il compositore georgiano Zakaria Paliashvili

5 lari - lo storico Ivane Javakhishvili

10 lari - il poeta Ak'ak'i Tsereteli

20 lari - lo statista e scrittore georgiano, "Padre del Popolo georgiano" Ilia Ch'avch'avadze

50 lari - la famosa regina georgiana Tamar

100 lari - il poeta Shota Rustaveli

200 lari - il soldato e leader anti sovietico (1921-1924) Kakutsa Cholokashvili

500 lari (solo nelle relazioni interfinanziarie) - il re georgiano Davide IV